# Cuthbert Burbage
Cuthbert Burbage (1566-1636) foi uma figura do teatro isabelino. Filho do empresário James Burbage e irmão mais velho do famoso ator Richard Burbage, é famoso sobretudo por sua decisiva intervenção na construção do Globo Theatre. Durante quatro décadas foi um agente significativo e suporte da companhia de Shakespeare, The King's Men.